# パテントプール
パテントプール（英: patent pool、特許プール）とは、特定のテクノロジーに関連した特許のクロスライセンス契約に合意した2つ以上の企業によるコンソーシアムである。特許権所有者とライセンシーの時間と金を節約すると同時に、複雑に関連した特許群においては、その発明を実用化するのにパテントプールが唯一の妥当な方法になる場合もある。大規模なコンソーシアムを形成する場合、独占禁止法（各国競争法）を考慮することが重要になる。

## 歴史
最初のパテントプールの1つが結成されたのは1856年のことで、Howe、Groover & Baker、Singer、Wheeler & Wilson という当時の4大ミシンメーカーによるものだった。これら企業は互いの特許侵害問題で争っていたが、オールバニで会合を開いた。Grover と Baker の会長で法律家でもある Orlando B. Potter は、互いに訴えあうのを止めて、特許をプールしようと提案した。

## 役割
パテントプールはリスクを排除するわけではなく、単にやわらげるだけである。外部の特許権所有者（他のパテントプールも含む）によって新たなコストやリスクが生じる可能性は常に存在する。パテントプールはライセンシーを保護することは滅多にないが、メンバーが第三者から特許侵害で訴えられた場合、それに共同で対処する環境を形成する。パテントプールの運営に問題があると、1つのメンバー企業がグループ全体の利害を破壊する危険性が生じる。例えば、MPEG-2、MPEG-4 動画、H.264 といったビデオ符号化規格や、DVD6C（DVDに必須な特許を集めたパテントプール）の問題などがよく知られている。
また、パテントプールのシステムはパテントプール外の特許への影響も考慮される。ある同種の製品を製造販売するためにパテントプールに集められた技術特許が十分な割合で、たとえばそういった製品に関わる全特許の半数以上が1つのパテントプールで扱われ、この種の製品を作るすべてのメーカーが、パテントプール管理会社とその製造販売に必要な関連技術すべての特許に関して包括的にライセンス契約を結べば、そういった製品での特許のライセンス料についてある種の「相応の値段」の形成が期待出来る。パテントプールに属さない「アウトサイダー」と呼ばれる特許所有者が販売中止をほのめかせながら、あまりに高い特許使用料を製造メーカーである企業に提示しても、パテントプールによって使用許諾された特許数とそのライセンス料、そしてアウトサイダーの保有する特許数から、ある程度、妥当な特許使用料の範囲が想定出来る。このような価格範囲を大幅に超える場合には、特許侵害訴訟で特許利用者側であるメーカーが特許所有者に対して「権利の乱用である」と主張する論拠となることが期待出来る。製造メーカー側がパテントプールの存在を歓迎するのは、単に特許所有者と個別に契約を交わし特許料を分散させて支払う手間を1本化出来るといった事務的なメリットだけでなく、正当な特許使用料の形成に期待するためでもある。
パテントプールの運営は通常、第三者組織に委託される。日本と米国の企業8社が出資したMPEG-LA社、米国ドルビー社の子会社 Via Licensing、企業から独立のイタリア シズベル、日本企業のみの出資のアルダージなどがある。パテントプールでは特許権者・実施者間あるいは、特許権者間での利害の調整が複雑で、いかに中立性を担保するか難しい。
パテントプールへの参加者は、プールが形成される分野において必須特許を保有することが義務付けられており、上記のプロセスで必須認定がされたあと、初めて特許権者会議への参加が認められる。今日の技術分野の複雑化、高度化のなか、特許権者の数もグローバルなレベルで増加しており、かつてのような(日本でありがちな日本メーカー主導の）パテントプールは今日ではもはや成功しえない。また独禁法に抵触する恐れもある。さらに、メーカー以外の大学、研究機関など製造業に携わらない企業（NPE)を排除するのではなく、とりこむことにより、より広範かつ健全なパテントプールの実現が望まれる。

## 標準化との関係
MPEG-2のように、デファクトスタンダードが形成された後で標準化が行なわれ、その後、特許所有者によってパテントプールが構成される場合には、少数の特許保有企業が多くの特許を独占的に保有していることが多く、パテントプールの運営としてはほとんど問題が起きない。逆に、標準化を行なうために技術提案を募集して何らかの標準規格を規定した場合には、非常に多くの特許所有者が関係するが、パテントプールを始めても少数しか参加しない事が多い。
近年、技術の複雑化（従来のように単一商品に閉じる場合はまれ）高度化のなか、標準技術特許の数が増加する傾向が顕著になっている。たとえば、LTE（次世代移動体通信技術）の場合、サービス開始を前にすでに2000件以上の必須特許が宣言されており（ETSI資料による）、従来のように少数の特許権者によりパテントプールが形成されるケースは少なくなっている。それだけに、パテントプールの形成はより時間のかかる、困難な作業となっている。

## パテントプールの実例

### MPEG-2
MPEG LA, LCCは、MPEG-2に関して25社が保有する特許について約1500社へ特許利用のライセンス契約を結んでいる。
契約者数が非常に多いパテントプールの代表例。

### RFID
2005年8月、約20社の企業がRFIDに関するパテントプールを結成した。RFID Consortium は2006年9月、パテントプールの運営を Via Licensing に委託した。2009年4月7日、パテントプールの運営は Via Licensing に代わり、シズベルに委託された。

### 無線LAN
無線LAN（IEEE 802.11）に関連する8社が、Via Licensing に運営を委託してパテントプールを作った。8社とは、Orange、富士通、新日本無線、フィリップス、LGエレクトロニクス、NTT、ソニー、ETRI、であるが、あまり大きな勢力とはなっていない。
同パテントプールプログラムの不成功のなか、ソニー、富士通などはすでに脱退している（VIAホームページライセンサーリストによる）。
その後、特許権者の投票によりVIA Licensingにかわり、シズベルがあらたに委託をうけ、プールづくりに着手している。

### W-CDMA
2004年にW-CDMAに関連する、NTTドコモ、シーメンスなど7社が、3G Licensing社に運営を委託してパテントプールを作った。その後、パナソニックやSKテレコム、東芝等も加わり、計12社となった。このパテントプールには、大手ノキアやサムスン電子、LGエレクトロニクスは加入していない。

### LTE
2008年4月、LTE（Long Term Evolution）に関連する、仏アルカテル・ルーセント、スウェーデン エリクソン、NEC、米NextWaveWireless Inc.、フィンランド ノキア、フィンランドNokia Siemens Networks社、英ソニー・エリクソン・モバイルコミュニケーションズ社の7社がライセンス料の上限を1ケタ%とすべきとの共同宣言を行った。7社は特許所有者であると同時に特許使用者でもあり、LTEに限らずW-CDMA、GSMも含めた特許ライセンス料を「携帯電話であれば端末価格の10%未満、ノートパソコンであれば10米ドル未満」と広言することでパテントプールに加わらない特許所有者（アウトサイダー）を牽制している。
LTEのパテントプールについては、2009年5月に米国MPEG LA, LCC、Via Licensing、さらに欧州シズベル（Sisvel）が相次いでパテントコールを発表し、3社によるプール形成についての競争が開始された。2009年2月現在、Via Licensing は14社から賛同を得たと発表し、シズベルは32社から賛同を得たと発表を得たとプレス発表を行っている。

### モバイルWiMAX
2008年6月、モバイルWiMAX（IEEE 802.16e）のライセンスを束ねるために、米インテル、韓国サムスン電子、米シスコシステムズ、米Cleaewire Corp.、米Sprint Nextel Corp.、仏アルカテル・ルーセントの6社がパテントプール"Open Patent Alliance, LLC"（OPA）を作り、2009年2月には中国Huawei Technologies Co. Ltd.、イスラエルAlvarion, Ltdが加わり合計で8社となった。